# Crépand
 Crépand  es una población y comuna francesa, en la región de Borgoña, departamento de Côte-d'Or, en el distrito de Montbard y cantón de Montbard.

## Demografía
| 275 | 292 | 343 | 328 | 348 | 340 |
| Para los censos de 1962 a 1999 la población legal corresponde a la población sin duplicidades (Fuente: INSEE [Consultar]) |     |     |     |     |     |